# Chemische reiniging (bouw)

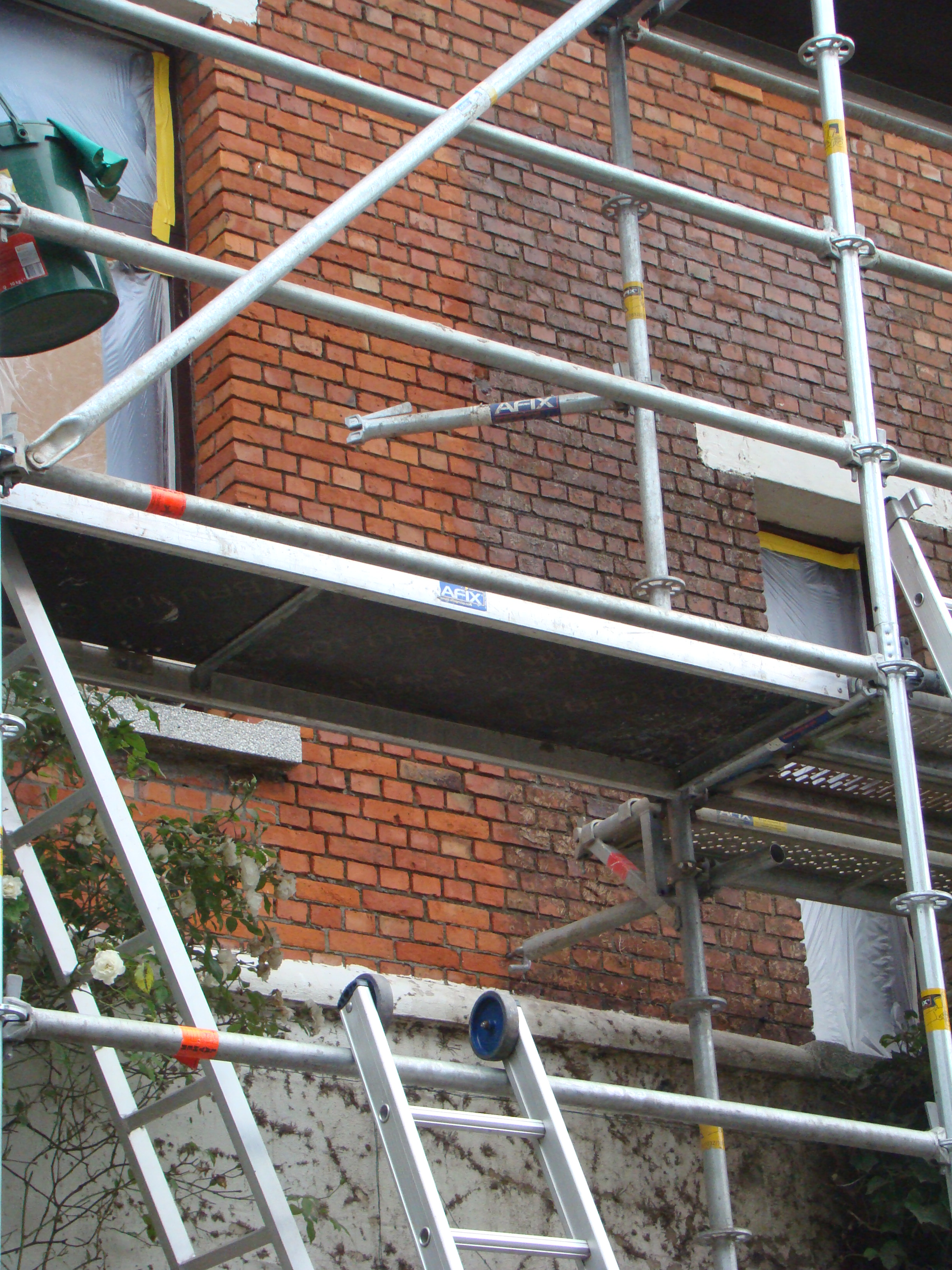
Voorbeeld van chemische reiniging op klassieke baksteen

Chemische reiniging is een vorm van gevelreiniging, toepasbaar op gevels van (oude) gebouwen en monumenten. Dit gebeurt meestal door een combinatie van aanbrengen van chemische stoffen enerzijds en afspoeling onder hoge druk anderzijds. 

## Werking
Bij de chemische reiniging van gevels wordt een mengsel van chemische stoffen op de gevel aangebracht, dat het vuil van de ondergrond oplost of losweekt. Sommige middelen, zoals bijvoorbeeld zuren, kunnen kalk(zand)steen of natuursteen aantasten. Er zijn verschillende mogelijkheden van chemische reiniging, afhankelijk van het gebruikte product. De keuze hiervan wordt bepaald door het type ondergrond en de mate van vervuiling. Na het aanbrengen van het chemische product  moet de gevel grondig nagespoeld worden met stoom of (warm) water onder hoge druk. 
Voor de meeste chemische reinigingsproducten schommelt de reactietijd met de gevel tussen de 5 en 30 minuten. Daarna wordt het behandelde oppervlak afgespoeld met (warm) water onder hoge druk of met stoom. Dit wordt gedaan om het vuil los te maken en het reinigingsmiddel te verwijderen. Het naspoelen gebeurt van boven naar onderen, zodat er geen vuil water over reeds gespoelde delen loopt. Een goede afspoeling is van essentieel belang, want anders zouden er op de gevel vlekken kunnen achterblijven van bv. onoplosbare zouten, die nadien niet gemakkelijk meer te verwijderen zijn.

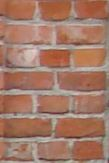
Uitbloei van zout op klassieke baksteen

Bij het gebruik van chemische producten voor de reiniging van gevels kunnen er achteraf uitbloeiingen ontstaan. De gebruikte reinigingsstof kan immers zouten bevatten of stoffen die tijdens de reactie met de gevel zouten vormen. Deze zouten kunnen achteraf naar het oppervlak migreren en uitbloeien. Daarom moet de keuze en het gebruik van chemische producten bij een gevelbehandeling met zorg en kennis van zaken gebeuren. 
Het probleem met chemische reinigingsmiddelen is niet het verwijderen van het vuil, maar het voorkomen dat de chemische stof binnendringt in het geveloppervlak. Daarom mag een gevel maar maximum 30 min blootgesteld worden aan de inwerking van het chemische product. 
Om alle oplosbare zouten te verwijderen, volstaat het vaak niet om enkel na te spoelen met water. Soms  moet men speciale pasta’s gebruiken die zouten kunnen absorberen. De pasta wordt op de gevel aangebracht en als hij droog is, wordt hij mechanisch verwijderd. Pas daarna wordt de gevel afgespoeld met water. Soms is het nodig om deze bewerking een aantal keer te herhalen.

## Producten
De exacte samenstelling van deze reinigingsmiddelen is meestal onbekend (fabrieksgeheim). Wat men wel weet, is dat ze op basis van zuren of basen gemaakt zijn. Ze kunnen stoffen bevatten als natriumhydroxide, kaliumhydroxide en fluorwaterstofzuur. Producten die doorgaans vermeden worden, zijn onder andere zoutzuur (HCl) en zwavelzuur (H2S04), omdat deze leiden tot de vorming van hygroscopische zouten (witte aanslag op de gevel).
Zowel bij basische als zure reinigingsmiddelen moet men alle oppervlakken die niet behandeld moeten worden goed afschermen. Dit omdat onder andere aluminium, glas, en hout door dergelijke producten aangetast kunnen worden.

### Zure reinigingsproducten
Zuren, gekenmerkt door een lage pH-waarde, zijn geschikt voor het verwijderen van vuil op gevels, maar houden het risico in dat de gevel blijvend beschadigd wordt. Om dit te beperken, moet de gevel vooraf goed bevochtigd worden. Men moet ook voorkomen dat bepaalde zuren gebruikt worden op gevelstenen die er niet tegen bestand zijn. Zo werkt waterstofchloride sterk in op kalksteen. Siliciumhoudende materialen, zoals zandstenen of bakstenen, kunnen op hun beurt aangetast worden door waterstoffluoride. Zuren laten op donkere gesteenten lichte vlekken achter, wat men absoluut moet vermijden.

### Basische reinigingsproducten
Basische reinigingsproducten bezitten een pH-waarde hoger dan 7 en zijn meestal op basis van natrium- of kaliumhydroxide. Kalksteen wordt normaal niet aangetast door deze producten, maar siliciumhoudende kalk- of zandsteen wel. Deze basen kunnen gevaarlijke zouten vormen in de voegen en poriën van de gevel. Bij poreuze materialen is er dus wel enige voorzichtigheid geboden.
Basische reinigingsproducten mogen nooit in vloeibare vorm aangebracht worden, maar altijd in de vorm van een pasta met een absorberend poeder. Dergelijke pasta’s worden dan op een voorbevochtigde gevel met een borstel of een speciaal hiervoor ontwikkeld pistool aangebracht. Pasta’s beperken het binnendringen van de reagentia om in het materiaal binnen te dringen en absorberen een groot deel van de zouten bij het opdrogen. Voor er met water wordt nagespoeld, wordt de pasta zo goed mogelijk mechanisch verwijderd, dit gebeurt – net zoals bij het afspuiten – steeds van boven naar onder.

### Biologische reinigingsproducten
Naast de verschillende zure en basische reinigingsmiddelen bestaan er ook milieuvriendelijke, biologisch afbreekbare gevelreinigingsproducten. Deze zijn niet agressief voor de ondergrond, het milieu en de gebruiker. Ze tasten de huid van de kalk(zand)steen niet aan, zodat de originele patinakleur behouden blijft. Meestal hoeft de gebruiker bij het gebruik van dergelijke producten geen aangepaste kleding en veiligheidsbril te dragen, maar om eventuele huidreacties te vermijden, blijft het toch aangewezen. Door de verdunning met water na de verwerking, worden deze producten als een biologisch afbreekbaar neutraal product beschouwd.

## Voordelen
- Chemische reinigingstechnieken maken het mogelijk om vrij grote oppervlakken in relatief korte tijd te behandelen, wat de kostprijs drukt.
- In sommige gevallen zijn er behalve deze techniek geen andere reinigingsmethoden mogelijk.
- Meestal goedkoper dan bijvoorbeeld zandstralen.

## Nadelen
Een nadeel van chemische reiniging kan zijn dat de stoffen die in het product zitten meestal niet bekend zijn. Dit komt omdat de fabrikant de formule geheim wil houden. Een ander groot nadeel aan chemische gevelreiniging is het vervuilingsgevaar wanneer de producten rechtstreeks in de bodem of riolering verdwijnen.  
Andere mogelijke nadelen:
- Chemische producten kunnen na de reiniging onmogelijk volledig opgevangen worden, zodat een deel ervan onvermijdelijk in de bodem en riolering terechtkomt en zo het milieu aantast.
- Vanwege de milieuschade stapt men meer en meer af van deze techniek en zoekt men naar andere reinigingsmethoden.
- Gebruikte stoffen zijn zelden gekend.
- Veroorzaakt altijd een zekere schade aan de gevel, zelfs bij correct gebruik. Bij ondeskundig gebruik kan de schade veel groter zijn.
- Er blijft steeds een klein deel van de gebruikte stoffen achter in het geveloppervlak.

## Voorbeeld van chemische reiniging
Chemische reiniging aan de hand van een zuur reinigingsproduct met pH-waarde 2,9. Het gebruikte product bestaat onder meer uit fluorwaterstofzuur en zoutzuur.
|                                               |  |                                                                          |
| Gevel voor chemische reiniging (met stelling) |  | Gevel na chemische reiniging en andere renovatiewerken (zonder stelling) |